# Helmut Bantz
Helmut Bantz (ur. 14 września 1921 w Spirze, zm. 4 października 2004 w Pulheim) – gimnastyk niemiecki, mistrz olimpijski.
Jeden z najbardziej utytułowanych gimnastyków RFN; zdobył złoty medal na igrzyskach olimpijskich w Melbourne w 1956, w konkurencji skoku przez konia (wspólnie z reprezentantem ZSRR, Walentinem Muratowem). W 1954 był dwukrotnym wicemistrzem świata (skok przez konia, ćwiczenia na drążku), a na pierwszych mistrzostwach Europy (Frankfurt nad Menem 1955) sięgnął po złoto w ćwiczeniach na poręczach, srebro w skoku i ćwiczeniach na kółkach oraz brąz w wieloboju.